# Клейтон, Кастьо
 Кастьо Клейтон (англ. Custio Clayton; род. 5 октября 1987 года, Дартмут, Новая Шотландия) — канадский боксёр-профессионал, выступающий в средней и полусредней весовой категории. Обладатель титула WBA—NABA в полусреднем весе. Шестикратный чемпион Канады на любительском уровне, и четвертьфиналист летних олимпийских игр 2012 года.

## Биография
Родился в Дартмуте, Канада 5 октября 1987 года. Клейтон начал тренироваться в спортзале своего двоюродного деда и провел свой первый любительский поединок в возрасте 11 лет. Он взял перерыв в боксе на два года в возрасте 17 лет, чтобы закончить школу. 24-летний олимпиец из Новой Шотландии Клейтон вместе с Саймоном Кином были единственными двумя канадскими боксерами-мужчинами, прошедшими квалификацию на Олимпийские игры 2012 года.
На олимпиаде Клейтон стал первым канадцем выигравшим боксёрский поединок впервые за 8 лет победив Оскара Молину в первом раунде. дошёл до стадии четвертьфинала уступив Фредди Эвансу решением.

## Профессиональная карьера
Клейтон официально присоединился к залу Groupe Yvon Michel в ноябре 2014 года. Боксер из Новой Шотландии подписал трёхгодовой контракт. Его первый профессиональный бой также состоялся 19 декабря в полусреднем весе в андеркарте против Софиана Хауда в Квебеке.
28 января 2020 года Клейтон нокаутировал Диего (Эль Чакареро) Рамиреса в восьмом раунде и сохранил свой титул WBA.

### 24 октября2020Сергей Липенец—Кастьо Клейтон
- Место проведения:  Мохеган-сан, Анкасвилл, Коннектикут, США
- Результат: Ничья раздельным решением в 12-раундовом бою
- Статус: Бой за титул временного чемпиона мира по версии IBF в полусреднем весе
- Рефери: Дэвид Филдс
- Счёт судей: Том Шрек (114—114), Дон Трелла (114—114), Гленн Фельдман (113—115)
- Вес: Липинец 66,7 кг; 66,7 кг
- Трансляция: ESPN

25 июня 2020 года стало известно, что Кастьо получил титульный бой за пояс IBF в полусреднем весе с российским боксером Сергеем Липенцом, заменив узбекистанского боксёра Кудратилло Абдукахорова. В бою между Липинцом и Клейтоном на кону стоял вакантный титул временного чемпиона мира по версии IBF. Поединок завершился вничью.

## Статистика профессиональных боёв
В таблице перечислены результаты всех поединков боксёров.
В каждой строке указан результат поединка. Дополнительно номер поединка обозначен цветом, который обозначает итог поединка. Расшифровка обозначений и цветов представлена в нижеследующей таблице.
| Пример | Расшифровка                     |
| ------ | ------------------------------- |
|        | Победа                          |
|        | Ничья                           |
|        | Поражение                       |
|        | Планируемый поединок            |
|        | Поединок признан несостоявшимся |
| КО     | Нокаут                          |
| ТКО    | Технический нокаут              |
| PTS    | Решение судей (по очкам)        |
| UD     | Единогласное решение судей      |
| MD     | Решение большинства судей       |
| SD     | Раздельное решение судей        |
| RTD    | Отказ от продолжения боя        |
| DQ     | Дисквалификация                 |
| NC     | Поединок признан несостоявшимся |

| 21 поединок, 19 побед (11 нокаутом), одно поражение, одна ничья. | 21 поединок, 19 побед (11 нокаутом), одно поражение, одна ничья. | 21 поединок, 19 побед (11 нокаутом), одно поражение, одна ничья. | 21 поединок, 19 побед (11 нокаутом), одно поражение, одна ничья. | 21 поединок, 19 побед (11 нокаутом), одно поражение, одна ничья. | 21 поединок, 19 побед (11 нокаутом), одно поражение, одна ничья. | 21 поединок, 19 побед (11 нокаутом), одно поражение, одна ничья. | 21 поединок, 19 побед (11 нокаутом), одно поражение, одна ничья.                                                                 |
| Бой                                                              | Рекорд                                                           | Весовая категория                                                | Дата                                                             | Соперник                                                         | Место боя                                                        | Результат                                                        | Данные о бое |
| ---------------------------------------------------------------- | ---------------------------------------------------------------- | ---------------------------------------------------------------- | ---------------------------------------------------------------- | ---------------------------------------------------------------- | ---------------------------------------------------------------- | ---------------------------------------------------------------- | --- |
| 20                                                               | 19(11)-1-1                                                       | Полусредняя                                                      | 14 мая 2022                                                      | Джарон Эннис (28-0)                                              | Дигнити Хелс Спортс Парк, Калифорния, США                        | KO2 (12), 2:49                                                   | |
| 20                                                               | 19(11)-0-1                                                       | Полусредняя                                                      | 11 декабря 2021                                                  | Кэмерон Краэль (18-19-3)                                         | Дигнити Хелс Спортс Парк, Калифорния, США                        | UD10 (10)                                                        | |
| 19                                                               | 18(11)-0-1                                                       | Полусредняя                                                      | 24 октября 2020                                                  | Сергей Липинец (16-1)                                            | Мохеган-сан, Анкасвилл, Коннектикут, США                         | MD12 (12)                                                        | За временный титул IBF в полусреднем весе.                                                                                       |
| 18                                                               | 18(12)-0                                                         | Полусредняя                                                      | 28 января 2020                                                   | Диего Рамирес (21-3)                                             | Мюзик-холл Данфорта, Канада                                      | KO8 (10), 0:26                                                   | Сохранен титул WBA-NABA в полусреднем весе.                                                                                      |
| 17                                                               | 17(11)-0                                                         | Полусредняя                                                      | 29 июня 2019                                                     | Йохан Перес (24-5-2)                                             | Конференц-центр Скотиабанка, Канада                              | UD12 (12)                                                        | Выиграл вакантные титулы WBA - NABA и WBO International в полусреднем весе.                                                      |
| 16                                                               | 16(11)-0                                                         | Полусредняя                                                      | 29 марта 2019                                                    | Корли Демаркус (51-32-1)                                         | Спортивный центр Маттами, Торонто, Канада                        | KO6 (8), 0:36                                                    | |
| 15                                                               | 15(10)-0                                                         | Полусредняя                                                      | 26 мая 2018                                                      | Стивен Данио (14-0-3)                                            | Видеотрон Центр, Квебек, Канада                                  | UD12 (12)                                                        | Сохранен титул чемпиона мира по версии WBO в полусреднем весе; Выиграл вакантный титул IBF Inter-Continental в полусреднем весе. |
| 14                                                               | 14(10)-0                                                         | Полусредняя                                                      | 31 марта 2018                                                    | Габор Ковач (28-9-1)                                             | Казино Монреаль, Квебек, Канада                                  | KO1 (10), 0:28                                                   | |
| 13                                                               | 13(9)-0                                                          | Полусредняя                                                      | 16 декабря 2017                                                  | Кристиан Рафаэль Кориа (27-5-2)                                  | Плейс Белл, Квебек, Канада                                       | UD10                                                             | Выиграл вакантный титул WBO International в полусреднем весе.                                                                    |
| 12                                                               | 12(9)-0                                                          | Полусредняя                                                      | 15 июня 2017                                                     | Джонни Наваррете (31-0-1)                                        | Казино Монреаль, Квебек, Канада                                  | UD10                                                             | Выиграл вакантный титул WBC Continental Americas и IBF International в полусреднем весе.                                         |
| 11                                                               | 11(9)-0                                                          | Полусредняя                                                      | 15 апреля 2017                                                   | Альфредо Чавес (12-8)                                            | Гражданский комплекс Корнуолла, Онтарио, Канада                  | KO1 (8), 3:00                                                    | |
| 10                                                               | 10(8)-0                                                          | Полусредняя                                                      | 20 октября 2016                                                  | Рамзес Агатон (18-4-3)                                           | Казино Монреаль, Квебек, Канада                                  | KO8 (10), 2:47                                                   | |
| 9                                                                | 9(7)-0                                                           | Полусредняя                                                      | 29 апреля 2016                                                   | Сильверио Ортис (34-17)                                          | Видеотрон Центр, Квебек, Канада                                  | UD6 (6)                                                          | |
| 8                                                                | 8(7)-0                                                           | Полусредняя                                                      | 24 мая 2016                                                      | Хосе Эмилио Переа (23-6)                                         | Казино Монреаль, Квебек, Канада                                  | KO10 (10), 0:45                                                  | |
| 7                                                                | 7(7)-0                                                           | Полусредняя                                                      | 17 марта 2016                                                    | Гектор Муньос (23-17-1)                                          | Казино Монреаль, Квебек, Канада                                  | TKO9 (10)                                                        | |
| 6                                                                | 6(5)-0                                                           | Полусредняя                                                      | 21 января 2016                                                   | Станислас Салмон (25-3-2)                                        | Казино Монреаль, Квебек, Канада                                  | TKO2 (8) 0:49                                                    | |
| 5                                                                | 5(4)-0                                                           | Полусредняя                                                      | 28 ноября 2015                                                   | Иван Перейра (20-5)                                              | Видеотрон Центр, Квебек, Канада                                  | TKO2 (8) 1:20                                                    | |
| 4                                                                | 4(3)-0                                                           | Полусредняя                                                      | 26 июня 2015                                                     | Заур Садыхов (4-2)                                               | Холидей Инн, Квебек, Канада                                      | TKO1 (6) 2:46                                                    | |
| 3                                                                | 3(2)-0                                                           | Полусредняя                                                      | 4 апреля 2015                                                    | Рональд Берти (4-3-1)                                            | Колизей Пепси, Квебек, Канада                                    | TKO2 (6) 1:48                                                    | |
| 2                                                                | 2(1)-0                                                           | Полусредняя                                                      | 31 января 2015                                                   | Эдуард Герасимов (5-1-1)                                         | Хилтон Лак Лими, Квебек, Канада                                  | TKO1 (6) 0:50                                                    | |
| 1                                                                | 1-0                                                              | Полусредняя                                                      | 19 декабря 2014                                                  | Софиан Хауд (3-2-1)                                              | Колизей Пепси, Квебек, Канада                                    | UD4                                                              | |
| Бой                                                              | Рекорд                                                           | Весовая категория                                                | Дата                                                             | Соперник                                                         | Место боя                                                        | Результат                                                        | Данные о бое |